# Slovenien i olympiska sommarspelen 1996
Slovenien deltog i de olympiska sommarspelen 1996 med en trupp bestående av 37 deltagare, och landet tog totalt 2 medaljer.

## Bågskytte
Herrarnas individuella
- Samo Medved → Åttondelsfinal, 14:e plats (2-1)
- Peter Koprivnikar → 32-delsfinal, 54:e plats (0-1)
- Matevž Krumpestar → 32-delsfinal, 64:e plats (0-1)

Herrarnas lagtävling
- Medved, Koprivnikar och Krumpestar → Kvartsfinal, 5:e plats (1-1)

## Cykling
Landsväg
Herrarnas tempolopp
- Robert Pintarič
  - Final — 1:12:35 (→ 32:a plats)

Herrarnas linjelopp
- Robert Pintarič
  - Final — 70:e plats

## Friidrott
Herrarnas 400 meter häck
- Miro Kocuvan
  - Heat — 49,66s (→ gick inte vidare)

Herrarnas diskuskastning
- Igor Primc
  - Kval — 59,12m (→ gick inte vidare)

Damernas längdhopp
- Ksenija Predikaka
  - Kval — 6,37m (→ gick inte vidare)

Damernas höjdhopp
- Britta Bilač
  - Kval — 1,93m
  - Final — 1,93m (→ 10:e plats)

Damernas spjutkastning
- Renata Strašek
  - Kval — 57,04m (→ gick inte vidare)

Damernas maraton
- Helena Javornik — 2:46,58 (→ 53:e plats)

## Kanotsport
Herrarnas K-1 slalom
- Andraž Vehovar
- Jernej Abramič
- Fedja Marušič

Herrarnas C-1 slalom
- Gregor Terdič
- Simon Hočevar

## Rodd
Herrarnas singelsculler
- Iztok Čop

Herrarnas dubbelsculler
- Erik Tul
- Luka Špik

Herrarnas fyra utan styrman
- Denis Žvegelj
- Janez Klemenčič
- Milan Janša
- Sadik Mujkič

## Segling
470
- Tomaž Čopi
- Mitja Margon

Europajolle
- Vesna Dekleva

470
- Janja Orel
- Alenka Orel